# Orquesta Pasatono
La Orquesta Pasatono es un grupo musical originario de Oaxaca, México conformado por músicos-investigadores dedicados a la difusión, ejecución e investigación de la música tradicional del Estado de Oaxaca, en su estilo interpretan la música de la Mixteca con sonidos como jaranas, violines, mandolinas, cántaros, percusiones abarcando géneros cono la  chilena y sinfonías.

## Biografía
Pasatono surgió en 1998 el origen del grupo se remonta a la presentación del fonograma “Ñuu Savi, Música tradicional de la Mixteca. Vol. 1”; que se llevó a cabo en la Escuela Nacional de Música de México, en donde Patricia García, Rubén Luengas y Édgar Serralde, se reunieron por primera vez para interpretar música de la tradición mixteca.
A lo largo de varios años de interacción entre música y cultura, el trabajo de Pasatono recrea el quehacer musical de la tradición mixteca haciendo uso de una variedad de instrumentos tradicionales actualmente casi en desuso, retomando la diversidad cultural de la región, sus influencias externas y su etnohistoria.
El grupo Pasatono actualiza constantemente su repertorio, contenido y temática de sus conciertos, gracias al continuo trabajo de investigación de sus integrantes, es por ello que cuenta con un repertorio de más de cien obras musicales mixtecas tradicionales y contemporáneas.

## Estilo musical
La orquesta recrea la orquesta rural que fue popular desde el final del siglo XIX hasta mediados del XX. Todos los miembros son etnomusicólogos y están dedicados a investigar la música Mixteca y Oaxaqueña tradicional, así como a la ejecución, la composición y la diseminación del conocimiento de las tradiciones musicales nativas. Mucha de esta investigación involucra viajar a comunidades rurales en Oaxaca, así como comunidades Mixtecas en los estados vecinos de Guerrero y Puebla.
El estilo de Pasatono pasa por fusionar sonidos e instrumentos tradicionales.  Entre los géneros que interpretan se encuentran: chilenas, pasos dobles, oaxacados, jarabes, sinfonías, palomos, sones, marchas, swings, charlestons, corridos, entre otros.

## Discografía
- 2003 - Yaa Sii
- 2005 - Tonos de Nube
- 2009 - La Tiricia
- 2014 - Maroma

## Miembros actuales
- Rubén Luengas Pérez: Director musical, bajoquinto, bajorequinto, voz.
- Patricia García López: Violín, mandolina, bandolón, banjo mixteco.
- Édgar Serralde Mayer: Cántaro, batería mixteca, percusión, voz.